# Белененсеш САД
«Б-САД» (порт. B-SAD) — португальский профессиональный футбольный клуб из Лиссабона, основанный 30 июня 2018 года. До сезона 2022/23 носил название «Белененсеш САД» (порт. Os Belenenses – Sociedade Desportiva de Futebol).
Был образован в результате разделения из-за внутреннего конфликта в клубе «Белененсеш». В сезонах 2018/19—2021/22 выступал в Примейре.

## История
Исторически «верный» футбольный клуб создал свою SAD (Sociedade Anónima Desportiva — спортивную компанию с ограниченной ответственностью) 1 июля 1999 года для управления своей профессиональной футбольной академией. В 2012 году, когда клуб и SAD столкнулись с огромными финансовыми проблемами, члены клуба проголосовали за продажу 51 % своей SAD компании «Codecity» во главе с Руи Педро Соарешем. В дополнение была заключена сделка, по которой клуб-основатель мог сохранить особые права, такие как «вето» на определенные решения «SAD» и право выкупить свои акции обратно. Также был согласован протокол, который будет регулировать отношения между ними. У клуба осталось 10 % акций SAD.
Тем временем, «Codecity» расторгла сделку, заявив, что клуб нарушил договор. В 2017 году Спортивный арбитражный суд счел прекращение сделки действительным, что лишило их возможности выкупить 51 % акций SAD.
В связи с ростом напряженности между организациями, 30 июня 2018 года, когда истек срок действия протокола, прекратились любые отношения между обеими сторонами, включая использование стадиона Ду Рештелу (собственность клуба) профессиональной футбольной командой SAD. Так появился "повстанческий" клуб.
Исторические достижения, такие как победы в чемпионате-1945/46 и три кубка, принадлежат исключительно клубу, поскольку они были выиграны до создания организации в 1999 году.
Между тем, новый «Белененсеш» претендовал на место оригинального в Примейре. Учитывая, что стадион был не их собственностью, команда осталась без него. Как следствие, было принято решение начать играть домашние игры на «Национальном» в Оэйраше, платя за его аренду государству. В феврале 2019 года из-за временной недоступности «Насьоналя» был арендован «Бонфин», расположенный примерно в шестидесяти километрах от Сетубала. Матч против «Морейренсе», сыгранный 4 февраля 2019 года, собрал 298 зрителей. Это самый низкий показатель высшей лиги в истории.
В октябре 2018 года решением суда по интеллектуальной собственности «Белененсешу-SAD» было запрещено использовать название и логотип оригинального «Белененсеша». В марте 2019 года B-SAD представила новый логотип клуба. Однако впоследствии решение было отменено тем же судом в январе 2021 года.
После окончания сезона 2021/22, который завершился вылетом из Примейры, клуб был переименован в «Б-САД».
7 марта 2023 года объединился с клубом «Кова-да-Пиедади», в сезоне 2022/23 занял 16-е место во Второй лиге и по итогам стыковых матчей вылетел в Лигу 3, куда на сезон 2023/24 заявиться не смог из-за неполучения лицензии.

## Текущий состав
По состоянию на 4 февраля 2022 года. Источник: transfermarkt.com
| №              | Игрок             | Страна                      | Дата рождения             | Бывший клуб               |
| Вратари        | Вратари           | Вратари                     | Вратари                   | Вратари                   |
| -------------- | ----------------- | --------------------------- | ------------------------- | ------------------------- |
| 1              | Луис Фелипе       | Бразилия                    | 24 апреля 1997 (28 лет)   | Айморе                    |
| 31             | Жуан Монтейру     | Португалия                  | 7 мая 2001 (24 года)      | Воспитанник клуба         |
| 99             | Алвару Рамалью    | Португалия                  | 20 января 1999 (26 лет)   | Воспитанник клуба         |
| Защитники      |                   |                             |                           |                           |
| 2              | Диогу Калила      | Португалия                  | 10 октября 1998 (26 лет)  | Воспитанник клуба         |
| 5              | Нилтон Варела     | Португалия                  | 25 мая 2001 (24 года)     | Воспитанник клуба         |
| 14             | Данни Энрикеш     | Нидерланды                  | 29 июля 1997 (27 лет)     | Вилафранкенсе             |
| 17             | Карраса           | Португалия                  | 1 марта 1993 (32 года)    | → Порту                   |
| 21             | Тибанг Фете       | Южно-Африканская Республика | 4 апреля 1994 (31 год)    | Фамаликан                 |
| 27             | Чима Акас         | Нигерия                     | 3 мая 1994 (31 год)       | Кальмар                   |
| 32             | Йоан Тавареш      | Португалия                  | 2 марта 1988 (37 лет)     | Тондела                   |
| Полузащитники  |                   |                             |                           |                           |
| 7              | Педру Нуну        | Португалия                  | 13 января 1995 (30 лет)   | Морейренсе                |
| 8              | Сфефело Ситоле    | Южно-Африканская Республика | 3 марта 1999 (26 лет)     | Воспитанник клуба         |
| 10             | Афонсу Соуза      | Португалия                  | 3 мая 2000 (25 лет)       | Порту B                   |
| 11             | Андрия Лукович    | Сербия                      | 24 октября 1994 (30 лет)  | Фамаликан                 |
| 16             | Сезар Соуза       | Ангола                      | 20 мая 2000 (25 лет)      | Воспитанник клуба         |
| 19             | Чико Тейшейра     | Португалия                  | 26 апреля 1998 (27 лет)   | Ориентал                  |
| 20             | Рафаэл Сантуш     | Португалия                  | 14 февраля 1997 (28 лет)  | Ориентал                  |
| 30             | Сандро            | Бразилия                    | 15 марта 1989 (36 лет)    | Гояс                      |
| 33             | Трова Бони        | Буркина-Фасо                | 21 декабря 1999 (25 лет)  | Мехелен                   |
| 64             | Рафаэл Камашу     | Португалия                  | 22 мая 2000 (25 лет)      | → Спортинг                |
| Нападающие     |                   |                             |                           |                           |
| 15             | Луиш Мота         | Португалия                  | 25 сентября 2003 (21 год) | Воспитанник клуба         |
| 18             | Алиун Ндур        | Сенегал                     | 3 марта 2001 (24 года)    | Вишков                    |
| 25             | Сафира            | Бразилия                    | 17 марта 1995 (30 лет)    | Лондрина                  |
| 29             | Абел Камара       | Гвинея-Бисау                | 6 января 1990 (35 лет)    | Мафра                     |
| Главный тренер |                   |                             |                           |                           |
|                | Франклин Карвалью | Португалия                  | 30 марта 1987 (38 лет)    | Белененсеш САД (помощник) |